# Ophioglossum eliminatum
Ophioglossum eliminatum là một loài dương xỉ trong họ Ophioglossaceae. Loài này được Khand. & Goswami mô tả khoa học đầu tiên năm 1984.
Danh pháp khoa học của loài này chưa được làm sáng tỏ. 